# Miguel Basulto
Juan Miguel Basulto Medina (Ocotlán, 7 gennaio 1992) è un calciatore messicano, attaccante svincolato.

## Carriera

### Club
Ha giocato nella massima serie messicana ed in quella costaricana.

### Nazionale
Ha giocato nella nazionale messicana Under-17.

## Palmarès
- Campionato costaricano: 1

Herediano: Apertura 2024